# Benjamin Schmid (Bobfahrer, 1994)
Benjamin Schmid (* 13. April 1994) ist ein Schweizer Bobfahrer, welcher als Anschieber aktiv war.

## Karriere
Benjamin Schmid startete seine Boblaufbahn im Sommer 2015 bei der Victorinox Bob Trophy von Beat Hefti. Mit seiner Platzierung im vorderen Drittel wurde auch der Juniorpilot Silvio Abegg auf Schmid aufmerksam. Gemeinsam absolvierten sie einige Cuprennen in St. Moritz. 2016 fuhr Schmid mit dem Junior Mario Camellin vom BCBL Bob und Skeleton Club Baselland einige Trainings und Rennen in Innsbruck, Königssee und St. Moritz. In der Saison 2017/18 diente Schmid als Anschieber von Pius Meyerhans und wurde im Nordamerikacup eingesetzt. Bei seinen ersten Einsätzen mit seinem Team konnte er am 6. und 7. November 2017 im Whistler Sliding Centre mit dem zweiten und dritten Platz direkt zwei Podestplätze belegen. Bei seinem dritten Einsatz zehn Tage später auf der Calgary’s WinSport Bobsleigh/Luge Track belegte er mit seinem Team den sechsten Platz. Mit diesen Rangierungen im Nordamerikacup 20017 erfüllte sein Team die vorgegebene Olympialimite für den 4er-Bob. Dank diesen Resultaten löste die Schweiz das zweite Ticket mit dem 4er-Bob für Südkorea. In der Saison 2019/2020 flog Schmid als Ersatzanschieber mit dem Bobteam von Michael Vogt nach Lake Placid zum BMW IBSF World Cup Bob + Skeleton.